# Гудрич (Північна Дакота)
Гудрич (англ. Goodrich) — місто (англ. city) в США, в окрузі Шерідан штату Північна Дакота. Населення — 106 осіб (2020).

## Географія
Гудрич розташований за координатами 47°28′34″ пн. ш. 100°7′29″ зх. д. / 47.47611° пн. ш. 100.12472° зх. д. (47.476234, -100.124796).  За даними Бюро перепису населення США в 2010 році місто мало площу 0,75 км², з яких 0,73 км² — суходіл та 0,01 км² — водойми.

## Демографія
Згідно з переписом 2010 року, у місті мешкало 98 осіб у 57 домогосподарствах у складі 29 родин. Густота населення становила 131 особа/км².  Було 107 помешкань (143/км²).
Расовий склад населення:
| - 98,0 % — білих - 2,0 % — корінних американців |

До двох чи більше рас належало 0,0 %. Частка іспаномовних становила 0,0 % від усіх жителів.
За віковим діапазоном населення розподілялося таким чином: 10,2 % — особи молодші 18 років, 54,1 % — особи у віці 18—64 років, 35,7 % — особи у віці 65 років та старші. Медіана віку мешканця становила 57,0 року. На 100 осіб жіночої статі у місті припадало 88,5 чоловіків;  на 100 жінок у віці від 18 років та старших — 87,2 чоловіків також старших 18 років.
Середній дохід на одне домашнє господарство  становив 56 387 доларів США (медіана — 48 654), а середній дохід на одну сім'ю — 67 886 доларів (медіана — 49 904). За межею бідності перебувало 18,1 % осіб, у тому числі 22,2 % дітей у віці до 18 років та 13,3 % осіб у віці 65 років та старших.
Цивільне працевлаштоване населення становило 45 осіб. Основні галузі зайнятості: мистецтво, розваги та відпочинок — 20,0 %, сільське господарство, лісництво, риболовля — 20,0 %, роздрібна торгівля — 11,1 %, виробництво — 11,1 %.